# فیل دیویس (بازیکن فوتبال، زاده۱۹۴۴)
فیل دیویس (انگلیسی: Phil Davis؛ 1944 – 25 december ۱۹۹۷ (۵۲−۵۳ سال)) بازیکن فوتبال اهل بریتانیا بود.